# Marilú Mallet
María Luisa Mallet Señoret (Santiago, 2 de diciembre de 1944) es una documentalista, guionista y productora chilena que se autoexilió en Canadá en la década de 1970.
Al igual que Angelina Vásquez y Valeria Sarmiento, es una de las primeras directoras de cine chilenas y ha producido gran parte de su obra en el exilio.

## Biografía
Nacida en Santiago en 1944, es hija del abogado y ex ministro de Educación, Armando Mallet, y la artista María Luisa Señoret. Mallet vivió su infancia y adolescencia en Francia e Italia. Regresó a Chile a estudiar arquitectura en la Universida de Chile y, paralelamente, obtuvo un Certificado de Estudios Cinematográficos en la Oficina Católica Internacional del Cine.
Durante 1971, vivió en Cuba trabajando como profesora de Historia de la Arquitectura. A su vuelta al país, comenzó a dirigir sus propios documentales, como «Amuhuelai-mi» y «A, E, I». Cuando tiene casi terminado su documental sobre Violeta Parra, «Dónde voy a encontrar otra Violeta», sucede el golpe de estado en 1973.
En 1974, Mallet se autoexilió en Canadá, junto a su familia, donde continuó su labor como directora. En 1988, recibió la Beca Guggenheim en la categoría de cine en Estados Unidos.
En 2013, el Festival Internacional de Cine de Valdivia le otorgó, junto a Angelina Vázquez, el «premio Pudú a la Trayectoria» por su aporte al cine chileno.

## Impacto
Mallet ha sido señalada como parte de la primera generación en que "las mujeres entraron con propiedad en la filmografía chilena", junto con Angelina Vázquez y Valeria Sarmiento, y su cine refleja tanto su mirada femenina como su vida de viajes, en la que realiza documentales como si se tratara de “cartas filmadas”.
 

En 2022, con motivo de la incorporación de nueva películas de Mallet en la Colección Cineastas de la plataforma digital gratuita del Festival Internacional de Cine de Valdivia, la organización definió su estilo como: 
Su cine se define por una constante curiosidad y una mezcla de ingenuidad y audacia, registrando tanto procesos colectivos desde lo familiar y lo político, como espacios de su propia intimidad desde la perspectiva del rol de la mujer en un mundo social y cinematográfico tradicionalmente machista.

La investigadora argentina Paola Margulis plantea que las obras de Mallet "crean una singular sensibilidad en torno del universo femenino, contemplando caminos que van desde la introspección hasta la construcción de subjetividades colectivas, en el marco más general de tensiones entre la esfera pública y la privada".

## Filmografía

### Largometrajes[1]
- 1975: No hay olvido (Il n’y a pas d’oubli)
- 1978: Los Borges
- 1980: Homenaje a Jordi Boret
- 1983: Andahuaylillas
- 1995: 2 Rue de la mémoire
- 2000: Doble retrato
- 2003: La cueca sola

### Cortometrajes[1]
- 1972: A, E, I
- 1972: Amuhuelai-mi
- 1973: Dónde voy a encontrar otra Violeta
- 1978: El evangelio en Solentiname
- 1980: La música de América Latina
- 1983: Diario inacabado